# Ulea palmicola
Ulea palmicola là một loài rêu trong họ Rhachitheciaceae. Loài này được Müll. Hal. mô tả khoa học đầu tiên năm 1897.